# Чемпионат мира по хоккею с шайбой среди юниорских команд 2013

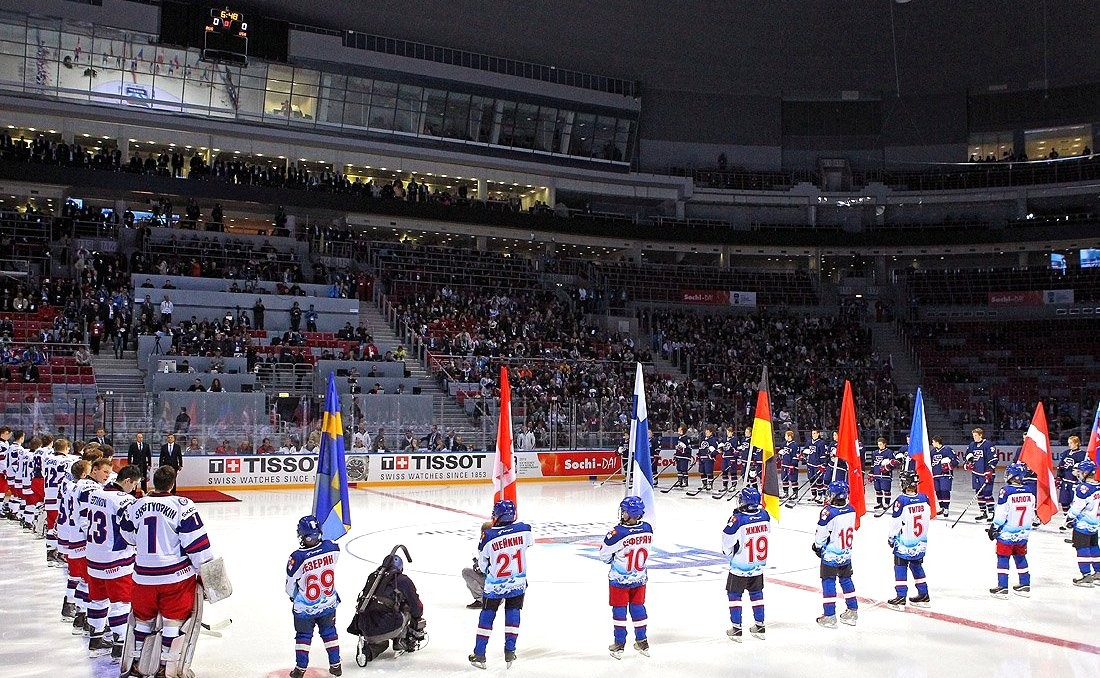
Открытие чемпионата

Чемпионат мира по хоккею с шайбой среди юниорских команд 2013 года — 15-й турнир юниорского чемпионата мира под эгидой ИИХФ, проходивший с 18 по 28 апреля 2013 года в Сочи, Россия. Турнир являлся тестовым соревнованием в преддверии Олимпиады 2014. Сборная Канады стала чемпионом и завоевала свой третий титул, одолев в финале побеждавшую четыре года подряд сборную США со счётом 3:2. Бронзовую медаль выиграла сборная Финляндии, победившая в матче за третье место сборную России — 2:1.
Лучшим бомбардиром стал канадец Коннор Макдэвид, набравший 14 (8+6) очков за результативность. Он же был признан лучшим нападающим и самым ценным игроком турнира. Лучшим вратарём стал игрок сборной Финляндии Юусе Сарос, а лучшим защитником — американец Стивен Сантини.
Всего в юниорском чемпионате мира 2013 года приняли участие 43 сборные, которые были поделены на главный турнир, где играли 10 команд, и три дивизиона, проводимые по круговой системе. Сборные Израиля, Турции и Ирландии вернулись после прошлогоднего отказа участвовать.

## Арены
В предварительном раунде матчи группы A проходили в ледовом дворце «Большой», а матчи группы B на ледовой арене «Шайба». Все утешительного раунда матчи в «Шайбе», а решающие матчи плей-офф прошли в «Большом».
| Ледовый дворец «Большой» Вместимость: 12 000 | Ледовая арена «Шайба» Вместимость: 7 000 |
| -------------------------------------------- | ---------------------------------------- |
|                                              |                                          |
| Россия — Сочи                                |                                          |

## Участвующие команды
В чемпионате принимали участие 10 национальных команд — восемь из Европы и две из Северной Америки. Сборная Словакии пришла из первого дивизиона, остальные — с прошлого турнира ТОП-дивизиона.
| Европа - Чехия* - Словакия^ - Финляндия* - Германия* - Россия× | - Швеция* - Латвия* - Швейцария* Северная Америка - Канада* - США* |  |

* = 9 команд автоматически квалифицировались в высший дивизион по итогам чемпионата мира 2012 года
^ = Команда перешла в высший дивизион по итогам первого дивизиона чемпионата мира 2012 года
× = Квалифицировались как хозяева чемпионата 

### Составы команд
Россия. Игорь Шестёркин, Иван Бочаров, Никита Серебряков — Рушан Рафиков, Дмитрий Юдин, Артём Зуб, Николай Глухов, Николай Демидов, Владислав Лысенко, Владислав Гавриков, Сергей Стеценко — Евгений Свечников, Андрей Алексеев, Рузаль Галеев, Сергей Толчинский, Илья Иванов, Никита Шацкий, Вячеслав Лещенко, Павел Бучневич, Владимир Ткачёв, Иван Барбашев, Никита Сетдиков, Валерий Ничушкин. Главный тренер Игорь Кравчук.

## Судьи
ИИХФ утвердила 12 главных и 10 линейных судей для обслуживания матчей чемпионата мира по хоккею с шайбой среди юниорских команд 2013 года.
| Главные судьи - Тобиас Бьёрк - Маркус Брилль - Игор Дремель - Петер Гебеи - Якоб Грумсен - Рене Градил - Андреас Кох - Яри Леппяалхо - Тимоти Майер - Роберт Мюлльнер - Стив Пэпп - Евгений Ромасько | Линейные судьи - Василий Коляда - Кендзи Косака - Юп Лермакерс - Фрейзер Макинтайр - Эдуард Метальников - Паси Ниеминен - Хенрик Пильблад - Мариуш Смура - Рудольф Тосеновьян - Мэтт Трауб |  |

## Предварительный раунд

### Группа A
| М | Сборная   | И | В | ВО | ПО | П | ШЗ | ШП | РШ  | О  | Итог                           |
| - | --------- | - | - | -- | -- | - | -- | -- | --- | -- | ------------------------------ |
| 1 | Россия    | 4 | 4 | 0  | 0  | 0 | 22 | 8  | +14 | 12 | Выходят в четвертьфинал        |
| 2 | Финляндия | 4 | 3 | 0  | 0  | 1 | 14 | 7  | +7  | 9  | Выходят в четвертьфинал        |
| 3 | США       | 4 | 2 | 0  | 0  | 2 | 15 | 10 | +5  | 6  | Выходят в четвертьфинал        |
| 4 | Чехия     | 4 | 1 | 0  | 0  | 3 | 15 | 13 | +2  | 3  | Выходят в четвертьфинал        |
| 5 | Латвия    | 4 | 0 | 0  | 0  | 4 | 3  | 31 | −28 | 0  | Переходит в утешительный раунд |

Время местное (UTC+4).
| 2013-04-18 15:30 | Латвия | 0:7 (0:4, 0:1, 0:2) | Финляндия | Ледовый дворец «Большой» Зрителей: 559 |

| Отчёт  | Отчёт                       | Отчёт  | Отчёт | Отчёт                                                                           |
| ------ | --------------------------- | ------ | ----- | ------------------------------------------------------------------------------- |
|        |                             |        |       |                                                                                 |
|        |                             |        |       | Судьи: Игор Дремель Петер Гебеи Линейные судьи: Мариуш Смура Рудольф Тосеновьян |
|        | Голы:                       |        |       |                                                                                 |
|        | 0:1 0:2 0:3 0:4 0:5 0:6 0:7 |        |       |                                                                                 |
|        |                             |        |       |                                                                                 |
|        |                             |        |       |                                                                                 |
|        |                             |        |       |                                                                                 |
| 12 мин | Штраф                       | 10 мин |       |                                                                                 |
|        |                             |        |       |                                                                                 |
|        | 21                          | Броски | 42    |                                                                                 |

| 2013-04-18 20:00 | Россия | 4:3 (1:2, 1:0, 2:1) | США | Ледовый дворец «Большой» Зрителей: 6500 |

| Отчёт | Отчёт                         | Отчёт | Отчёт                      | Отчёт                                                                    |
| --- | ----------------------------- | --- | -------------------------- | ------------------------------------------------------------------------ |
| |                               | |                            |                                                                          |
| | Игорь Шестёркин — 00:00-60:00 | Вратари | 00:00-58:51 — Тэтчер Демко | Судьи: Тобиас Бьёрк Стив Пэпп Линейные судьи: Хенрик Пильблад Мэтт Трауб |
| | Голы:                         | |                            | Судьи: Тобиас Бьёрк Стив Пэпп Линейные судьи: Хенрик Пильблад Мэтт Трауб |
| Никита Сетдиков — 07:43 (Р. Галеев, В. Лещенко) Павел Бучневич (бол.) — 22:19 (Н. Глухов, Н. Демидов) Илья Иванов — 41:33 (П. Бучневич, Н. Шацкий) Владимир Ткачёв — 58:06 (И. Барбашёв) | 0:1 0:2 1:2 2:2 3:2 3:3 4:3   | 02:34 — Джек Айкел (бол.) (Джей Ти Комфер, Э. Луис) 07:34 — Уилл Бутчер (бол.) (Х. Фэшинг) 51:14 — Джей Ти Комфер (мен.) (Т. Мотт) |                            | Судьи: Тобиас Бьёрк Стив Пэпп Линейные судьи: Хенрик Пильблад Мэтт Трауб |
| |                               | |                            | Судьи: Тобиас Бьёрк Стив Пэпп Линейные судьи: Хенрик Пильблад Мэтт Трауб |
| |                               | |                            | Судьи: Тобиас Бьёрк Стив Пэпп Линейные судьи: Хенрик Пильблад Мэтт Трауб |
| |                               | |                            | Судьи: Тобиас Бьёрк Стив Пэпп Линейные судьи: Хенрик Пильблад Мэтт Трауб |
| 12 мин | Штраф                         | 10 мин |                            | Судьи: Тобиас Бьёрк Стив Пэпп Линейные судьи: Хенрик Пильблад Мэтт Трауб |
| |                               | |                            |                                                                          |
| | 28                            | Броски | 37                         |                                                                          |

| 2013-04-19 17:00 | Чехия | 7:0 (3:0, 2:0, 2:0) | Латвия | Ледовый дворец «Большой» Зрителей: 350 |

| Отчёт | Отчёт | Отчёт  | Отчёт | Отчёт                                                                           |
| ----- | ----- | ------ | ----- | ------------------------------------------------------------------------------- |
|       |       |        |       |                                                                                 |
|       |       |        |       | Судьи: Якоб Грумсен Роберт Мюлльнер Линейные судьи: Василий Коляда Юп Лермакерс |
|       |       |        |       |                                                                                 |
|       |       |        |       |                                                                                 |
|       |       |        |       |                                                                                 |
|       |       |        |       |                                                                                 |
|       |       |        |       |                                                                                 |
| 6 мин | Штраф | 16 мин |       |                                                                                 |
|       |       |        |       |                                                                                 |
|       | 51    | Броски | 14    |                                                                                 |

| 2013-04-20 15:30 | США | 4:3 (1:2, 3:1, 0:0) | Чехия | Ледовый дворец «Большой» Зрителей: 1395 |

| Отчёт | Отчёт | Отчёт  | Отчёт | Отчёт                                                                                |
| ----- | ----- | ------ | ----- | ------------------------------------------------------------------------------------ |
|       |       |        |       |                                                                                      |
|       |       |        |       | Судьи: Маркус Брилль Игор Дремель Линейные судьи: Эдуард Метальников Хенрик Пильблад |
|       |       |        |       |                                                                                      |
|       |       |        |       |                                                                                      |
|       |       |        |       |                                                                                      |
|       |       |        |       |                                                                                      |
|       |       |        |       |                                                                                      |
| 4 мин | Штраф | 8 мин  |       |                                                                                      |
|       |       |        |       |                                                                                      |
|       | 50    | Броски | 21    |                                                                                      |

| 2013-04-20 20:00 | Финляндия | 1:3 (0:0, 0:2, 1:1) | Россия | Ледовый дворец «Большой» Зрителей: 6500 |

| Отчёт                                               | Отчёт                                | Отчёт | Отчёт                         | Отчёт                                                                        |
| --------------------------------------------------- | ------------------------------------ | --- | ----------------------------- | ---------------------------------------------------------------------------- |
|                                                     |                                      | |                               |                                                                              |
|                                                     | Юусе Сарос — 00:00-59:12 59:42-60:00 | Вратари | 00:00-60:00 — Игорь Шестёркин | Судьи: Андреас Кох Роберт Мюлльнер Линейные судьи: Василий Коляда Мэтт Трауб |
|                                                     | Голы:                                | |                               | Судьи: Андреас Кох Роберт Мюлльнер Линейные судьи: Василий Коляда Мэтт Трауб |
| Йонатан Танус (бол.) — 44:37 (К. Капанен, Ю. Хонка) | 0:1 0:2 1:2 1:3                      | 22:26 — Иван Барбашёв (бол.) (В. Ткачёв, Н. Глухов) 37:13 — Иван Барбашёв (В. Ткачёв, В. Ничушкин) 59:42 — Владимир Ткачёв (п.в.) (Р. Рафиков, И. Шестёркин) |                               | Судьи: Андреас Кох Роберт Мюлльнер Линейные судьи: Василий Коляда Мэтт Трауб |
|                                                     |                                      | |                               | Судьи: Андреас Кох Роберт Мюлльнер Линейные судьи: Василий Коляда Мэтт Трауб |
|                                                     |                                      | |                               | Судьи: Андреас Кох Роберт Мюлльнер Линейные судьи: Василий Коляда Мэтт Трауб |
|                                                     |                                      | |                               | Судьи: Андреас Кох Роберт Мюлльнер Линейные судьи: Василий Коляда Мэтт Трауб |
| 10 мин                                              | Штраф                                | 4 мин |                               | Судьи: Андреас Кох Роберт Мюлльнер Линейные судьи: Василий Коляда Мэтт Трауб |
|                                                     |                                      | |                               |                                                                              |
|                                                     | 25                                   | Броски | 31                            |                                                                              |

| 2013-04-21 17:00 | Латвия | 1:7 (0:4, 1:0, 0:3) | США | Ледовый дворец «Большой» Зрителей: 2000 |

| Отчёт  | Отчёт | Отчёт  | Отчёт | Отчёт                                                                             |
| ------ | ----- | ------ | ----- | --------------------------------------------------------------------------------- |
|        |       |        |       |                                                                                   |
|        |       |        |       | Судьи: Рене Градил Евгений Ромасько Линейные судьи: Кендзи Косака Хенрик Пильблад |
|        |       |        |       |                                                                                   |
|        |       |        |       |                                                                                   |
|        |       |        |       |                                                                                   |
|        |       |        |       |                                                                                   |
|        |       |        |       |                                                                                   |
| 10 мин | Штраф | 6 мин  |       |                                                                                   |
|        |       |        |       |                                                                                   |
|        | 22    | Броски | 47    |                                                                                   |

| 2013-04-22 15:30 | Финляндия | 4:3 (1:0, 3:0, 0:3) | Чехия | Ледовый дворец «Большой» Зрителей: 600 |

| Отчёт  | Отчёт                       | Отчёт  | Отчёт | Отчёт                                                                           |
| ------ | --------------------------- | ------ | ----- | ------------------------------------------------------------------------------- |
|        |                             |        |       |                                                                                 |
|        |                             |        |       | Судьи: Тобиас Бьёрк Тимоти Майер Линейные судьи: Юп Лермакерс Фрейзер Макинтайр |
|        | Голы:                       |        |       |                                                                                 |
|        | 1:0 2:0 3:0 4:0 4:1 4:2 4:3 |        |       |                                                                                 |
|        |                             |        |       |                                                                                 |
|        |                             |        |       |                                                                                 |
|        |                             |        |       |                                                                                 |
| 14 мин | Штраф                       | 24 мин |       |                                                                                 |
|        |                             |        |       |                                                                                 |
|        | 24                          | Броски | 44    |                                                                                 |

| 2013-04-22 20:00 | Россия | 10:2 (3:1, 3:1, 4:0) | Латвия | Ледовый дворец «Большой» Зрителей: 4500 |

| Отчёт | Отчёт                                                      | Отчёт                                                                                                   | Отчёт                                                          | Отчёт                                                                              |
| --- | ---------------------------------------------------------- | --- | -------------------------------------------------------------- | ---------------------------------------------------------------------------------- |
| |                                                            | |                                                                |                                                                                    |
| | Иван Бочаров — 00:00-47:40 Никита Серебряков — 47:40-60:00 | Вратари                                                                                                 | 00:00-27:31 — Кристапс Назаров 27:31-60:00 — Максим Решетников | Судьи: Маркус Брилль Яри Леппяалхо Линейные судьи: Мариуш Смура Рудольф Тосеновьян |
| | Голы:                                                      | |                                                                | Судьи: Маркус Брилль Яри Леппяалхо Линейные судьи: Мариуш Смура Рудольф Тосеновьян |
| Артём Зуб — 01:33 (Р. Галеев) Павел Бучневич (бол.) — 07:47 (И. Барбашёв, Р. Рафиков) Николай Глухов — 17:04 (А. Алексеев) Илья Иванов (бол.) — 27:31 (Н. Глухов, С. Толчинский) Иван Барбашёв — 29:01 (В. Ткачёв, Р. Рафиков) Дмитрий Юдин — 33:08 (П. Бучневич, В. Ткачёв) Владимир Ткачёв (бол.) — 45:09 (И. Барбашёв, Р. Рафиков) Николай Демидов (бол.) — 47:40 (И. Иванов, Н. Глухов) Артём Зуб — 57:14 (Н. Сетдиков, В. Лещенко) Павел Бучневич — 58:35 (В. Ничушкин, Н. Глухов) | 1:0 2:0 3:0 3:1 3:2 4:2 5:2 6:2 7:2 8:2 9:2 10:2           | 17:58 — Харалдс Эгле (О. Аплокс, Э. Хомяков) 20:39 — Томс Бернхардс (бол.) (Р. Масловскис, Г. Головков) |                                                                | Судьи: Маркус Брилль Яри Леппяалхо Линейные судьи: Мариуш Смура Рудольф Тосеновьян |
| |                                                            | |                                                                | Судьи: Маркус Брилль Яри Леппяалхо Линейные судьи: Мариуш Смура Рудольф Тосеновьян |
| |                                                            | |                                                                | Судьи: Маркус Брилль Яри Леппяалхо Линейные судьи: Мариуш Смура Рудольф Тосеновьян |
| |                                                            | |                                                                | Судьи: Маркус Брилль Яри Леппяалхо Линейные судьи: Мариуш Смура Рудольф Тосеновьян |
| 8 мин | Штраф                                                      | 16 мин                                                                                                  |                                                                | Судьи: Маркус Брилль Яри Леппяалхо Линейные судьи: Мариуш Смура Рудольф Тосеновьян |
| |                                                            | |                                                                |                                                                                    |
| | 36                                                         | Броски                                                                                                  | 22                                                             |                                                                                    |

| 2013-04-23 15:30 | США | 1:2 (1:0, 0:1, 0:1) | Финляндия | Ледовый дворец «Большой» Зрителей: 800 |

| Отчёт  | Отчёт       | Отчёт  | Отчёт | Отчёт                                                                           |
| ------ | ----------- | ------ | ----- | ------------------------------------------------------------------------------- |
|        |             |        |       |                                                                                 |
|        |             |        |       | Судьи: Маркус Брилль Петер Гебеи Линейные судьи: Василий Коляда Хенрик Пильблад |
|        | Голы:       |        |       |                                                                                 |
|        | 1:0 1:1 1:2 |        |       |                                                                                 |
|        |             |        |       |                                                                                 |
|        |             |        |       |                                                                                 |
|        |             |        |       |                                                                                 |
| 10 мин | Штраф       | 8 мин  |       |                                                                                 |
|        |             |        |       |                                                                                 |
|        | 50          | Броски | 19    |                                                                                 |

| 2013-04-23 20:00 | Чехия | 2:5 (0:0, 1:3, 1:2) | Россия | Ледовый дворец «Большой» Зрителей: 6700 |

| Отчёт                                                                            | Отчёт                       | Отчёт | Отчёт                                                                                       | Отчёт                                                                   |
| -------------------------------------------------------------------------------- | --------------------------- | --- | ------------------------------------------------------------------------------------------- | ----------------------------------------------------------------------- |
|                                                                                  |                             | |                                                                                             |                                                                         |
|                                                                                  | Индржих Пацль — 00:00-60:00 | Вратари | 00:00-15:07 — Игорь Шестёркин 15:07-20:00 — Никита Серебряков 20:00-60:00 — Игорь Шестёркин | Судьи: Андреас Кох Стив Пэпп Линейные судьи: Юп Лермакерс Паси Ниеминен |
|                                                                                  | Голы:                       | |                                                                                             | Судьи: Андреас Кох Стив Пэпп Линейные судьи: Юп Лермакерс Паси Ниеминен |
| Якуб Врана — 37:53 (Д. Кампф, М. Когоут) Давид Пастрняк (мен.) — 47:48 (П. Заха) | 0:1 0:2 0:3 1:3 2:3 2:4 2:5 | 21:04 — Павел Бучневич (В. Ткачёв) 25:18 — Николай Демидов (П. Бучневич, Н. Глухов) 30:04 — Сергей Толчинский (мен.) 51:23 — Владимир Ткачёв 55:47 — Никита Шацкий (Н. Сетдиков, Р. Галеев) |                                                                                             | Судьи: Андреас Кох Стив Пэпп Линейные судьи: Юп Лермакерс Паси Ниеминен |
|                                                                                  |                             | |                                                                                             | Судьи: Андреас Кох Стив Пэпп Линейные судьи: Юп Лермакерс Паси Ниеминен |
|                                                                                  |                             | |                                                                                             | Судьи: Андреас Кох Стив Пэпп Линейные судьи: Юп Лермакерс Паси Ниеминен |
|                                                                                  |                             | |                                                                                             | Судьи: Андреас Кох Стив Пэпп Линейные судьи: Юп Лермакерс Паси Ниеминен |
| 2 мин                                                                            | Штраф                       | 12 мин |                                                                                             | Судьи: Андреас Кох Стив Пэпп Линейные судьи: Юп Лермакерс Паси Ниеминен |
|                                                                                  |                             | |                                                                                             |                                                                         |
|                                                                                  | 38                          | Броски | 36                                                                                          |                                                                         |

### Группа B
| М | Сборная   | И | В | ВО | ПО | П | ШЗ | ШП | РШ  | О  | Итог                           |
| - | --------- | - | - | -- | -- | - | -- | -- | --- | -- | ------------------------------ |
| 1 | Канада    | 4 | 4 | 0  | 0  | 0 | 23 | 3  | +20 | 12 | Выходят в четвертьфинал        |
| 2 | Швеция    | 4 | 3 | 0  | 0  | 1 | 20 | 9  | +11 | 9  | Выходят в четвертьфинал        |
| 3 | Швейцария | 4 | 2 | 0  | 0  | 2 | 8  | 17 | −9  | 6  | Выходят в четвертьфинал        |
| 4 | Германия  | 4 | 1 | 0  | 0  | 3 | 8  | 18 | −10 | 3  | Выходят в четвертьфинал        |
| 5 | Словакия  | 4 | 0 | 0  | 0  | 4 | 7  | 19 | −12 | 0  | Переходит в утешительный раунд |

Время местное (UTC+4).
| 2013-04-18 15:00 | Германия | 1:9 (1:3, 0:4, 0:2) | Швеция | Ледовая арена «Шайба» Зрителей: 150 |

| Отчёт  | Отчёт | Отчёт  | Отчёт | Отчёт                                                                       |
| ------ | ----- | ------ | ----- | --------------------------------------------------------------------------- |
|        |       |        |       |                                                                             |
|        |       |        |       | Судьи: Якоб Грумсен Рене Градил Линейные судьи: Кендзи Косака Паси Ниеминен |
|        |       |        |       |                                                                             |
|        |       |        |       |                                                                             |
|        |       |        |       |                                                                             |
|        |       |        |       |                                                                             |
|        |       |        |       |                                                                             |
| 10 мин | Штраф | 26 мин |       |                                                                             |
|        |       |        |       |                                                                             |
|        | 26    | Броски | 29    |                                                                             |

| 2013-04-18 19:00 | Словакия | 1:4 (1:2, 0:0, 0:2) | Канада | Ледовая арена «Шайба» Зрителей: 70 |

| Отчёт  | Отчёт | Отчёт  | Отчёт | Отчёт                                                                                     |
| ------ | ----- | ------ | ----- | ----------------------------------------------------------------------------------------- |
|        |       |        |       |                                                                                           |
|        |       |        |       | Судьи: Тимоти Майер Евгений Ромасько Линейные судьи: Фрейзер Макинтайр Эдуард Метальников |
|        |       |        |       |                                                                                           |
|        |       |        |       |                                                                                           |
|        |       |        |       |                                                                                           |
|        |       |        |       |                                                                                           |
|        |       |        |       |                                                                                           |
| 12 мин | Штраф | 16 мин |       |                                                                                           |
|        |       |        |       |                                                                                           |
|        | 13    | Броски | 35    |                                                                                           |

| 2013-04-19 19:00 | Швейцария | 4:1 (2:0, 1:0, 1:1) | Словакия | Ледовая арена «Шайба» Зрителей: 520 |

| Отчёт | Отчёт | Отчёт  | Отчёт | Отчёт                                                                         |
| ----- | ----- | ------ | ----- | ----------------------------------------------------------------------------- |
|       |       |        |       |                                                                               |
|       |       |        |       | Судьи: Маркус Брилль Яри Леппяалхо Линейные судьи: Кендзи Косака Мариуш Смура |
|       |       |        |       |                                                                               |
|       |       |        |       |                                                                               |
|       |       |        |       |                                                                               |
|       |       |        |       |                                                                               |
|       |       |        |       |                                                                               |
| 6 мин | Штраф | 6 мин  |       |                                                                               |
|       |       |        |       |                                                                               |
|       | 20    | Броски | 9     |                                                                               |

| 2013-04-20 15:00 | Канада | 3:1 (2:0, 1:1, 0:0) | Германия | Ледовая арена «Шайба» Зрителей: 620 |

| Отчёт  | Отчёт | Отчёт  | Отчёт | Отчёт                                                                                |
| ------ | ----- | ------ | ----- | ------------------------------------------------------------------------------------ |
|        |       |        |       |                                                                                      |
|        |       |        |       | Судьи: Тобиас Бьёрк Яри Леппяалхо Линейные судьи: Джоеп Лермакерс Рудольф Тосеновьян |
|        |       |        |       |                                                                                      |
|        |       |        |       |                                                                                      |
|        |       |        |       |                                                                                      |
|        |       |        |       |                                                                                      |
|        |       |        |       |                                                                                      |
| 12 мин | Штраф | 14 мин |       |                                                                                      |
|        |       |        |       |                                                                                      |
|        | 39    | Броски | 26    |                                                                                      |

| 2013-04-20 19:00 | Швеция | 6:0 (3:0, 1:0, 2:0) | Швейцария | Ледовая арена «Шайба» Зрителей: 480 |

| Отчёт  | Отчёт                   | Отчёт  | Отчёт | Отчёт                                                                           |
| ------ | ----------------------- | ------ | ----- | ------------------------------------------------------------------------------- |
|        |                         |        |       |                                                                                 |
|        |                         |        |       | Судьи: Петер Гебеи Тимоти Майер Линейные судьи: Фрейзер Макинтайр Паси Ниеминен |
|        | Голы:                   |        |       |                                                                                 |
|        | 1:0 2:0 3:0 4:0 5:0 6:0 |        |       |                                                                                 |
|        |                         |        |       |                                                                                 |
|        |                         |        |       |                                                                                 |
|        |                         |        |       |                                                                                 |
| 26 мин | Штраф                   | 14 мин |       |                                                                                 |
|        |                         |        |       |                                                                                 |
|        | 32                      | Броски | 24    |                                                                                 |

| 2013-04-21 19:00 | Словакия | 2:5 (0:1, 1:3, 1:1) | Швеция | Ледовая арена «Шайба» Зрителей: 692 |

| Отчёт  | Отчёт | Отчёт  | Отчёт | Отчёт                                                                        |
| ------ | ----- | ------ | ----- | ---------------------------------------------------------------------------- |
|        |       |        |       |                                                                              |
|        |       |        |       | Судьи: Андреас Кох Стив Пэпп Линейные судьи: Эдуард Метальников Мариуш Смура |
|        |       |        |       |                                                                              |
|        |       |        |       |                                                                              |
|        |       |        |       |                                                                              |
|        |       |        |       |                                                                              |
|        |       |        |       |                                                                              |
| 14 мин | Штраф | 39 мин |       |                                                                              |
|        |       |        |       |                                                                              |
|        | 19    | Броски | 44    |                                                                              |

| 2013-04-22 15:00 | Канада | 10:1 (2:0, 6:1, 2:0) | Швейцария | Ледовая арена «Шайба» Зрителей: 225 |

| Отчёт | Отчёт | Отчёт  | Отчёт | Отчёт                                                                        |
| ----- | ----- | ------ | ----- | ---------------------------------------------------------------------------- |
|       |       |        |       |                                                                              |
|       |       |        |       | Судьи: Якоб Грумсен Рене Градил Линейные судьи: Василий Коляда Паси Ниеминен |
|       |       |        |       |                                                                              |
|       |       |        |       |                                                                              |
|       |       |        |       |                                                                              |
|       |       |        |       |                                                                              |
|       |       |        |       |                                                                              |
| 8 мин | Штраф | 10 мин |       |                                                                              |
|       |       |        |       |                                                                              |
|       | 35    | Броски | 21    |                                                                              |

| 2013-04-22 19:00 | Германия | 6:3 (2:2, 2:1, 2:0) | Словакия | Ледовая арена «Шайба» Зрителей: 184 |

| Отчёт | Отчёт | Отчёт  | Отчёт | Отчёт                                                                    |
| ----- | ----- | ------ | ----- | ------------------------------------------------------------------------ |
|       |       |        |       |                                                                          |
|       |       |        |       | Судьи: Игор Дремель Петер Гебеи Линейные судьи: Кендзи Косака Мэтт Трауб |
|       |       |        |       |                                                                          |
|       |       |        |       |                                                                          |
|       |       |        |       |                                                                          |
|       |       |        |       |                                                                          |
|       |       |        |       |                                                                          |
| 6 мин | Штраф | 6 мин  |       |                                                                          |
|       |       |        |       |                                                                          |
|       | 21    | Броски | 34    |                                                                          |

| 2013-04-23 15:00 | Швеция | 0:6 (0:1, 0:3, 0:2) | Канада | Ледовая арена «Шайба» Зрителей: 490 |

| Отчёт  | Отчёт                   | Отчёт  | Отчёт | Отчёт                                                                                      |
| ------ | ----------------------- | ------ | ----- | ------------------------------------------------------------------------------------------ |
|        |                         |        |       |                                                                                            |
|        |                         |        |       | Судьи: Яри Леппяалхо Евгений Ромасько Линейные судьи: Фрейзер Макинтайр Рудольф Тосеновьян |
|        | Голы:                   |        |       |                                                                                            |
|        | 0:1 0:2 0:3 0:4 0:5 0:6 |        |       |                                                                                            |
|        |                         |        |       |                                                                                            |
|        |                         |        |       |                                                                                            |
|        |                         |        |       |                                                                                            |
| 14 мин | Штраф                   | 14 мин |       |                                                                                            |
|        |                         |        |       |                                                                                            |
|        | 28                      | Броски | 36    |                                                                                            |

| 2013-04-23 19:00 | Швейцария | 3:0 (1:0, 1:0, 1:0) | Германия | Ледовая арена «Шайба» Зрителей: 180 |

| Отчёт | Отчёт       | Отчёт  | Отчёт | Отчёт                                                                             |
| ----- | ----------- | ------ | ----- | --------------------------------------------------------------------------------- |
|       |             |        |       |                                                                                   |
|       |             |        |       | Судьи: Тимоти Майер Роберт Мюлльнер Линейные судьи: Эдуард Метальников Мэтт Трауб |
|       | Голы:       |        |       |                                                                                   |
|       | 1:0 2:0 3:0 |        |       |                                                                                   |
|       |             |        |       |                                                                                   |
|       |             |        |       |                                                                                   |
|       |             |        |       |                                                                                   |
| 6 мин | Штраф       | 10 мин |       |                                                                                   |
|       |             |        |       |                                                                                   |
|       | 34          | Броски | 19    |                                                                                   |

## Утешительный раунд
Команды выявляли лучшего в серии до двух побед. Сборная Словакии одержала победу в первых двух матчах и заняла девятое место. Проигравшая серию сборная Латвии занимает на турнире десятое место и переходит в первый дивизион чемпионата мира 2014 года.
Время местное (UTC+4).
| 2013-04-25 12:00 | Словакия | 5:2 (2:0, 1:2, 2:0) | Латвия | Ледовая арена «Шайба» Зрителей: 120 |

| Отчёт | Отчёт | Отчёт  | Отчёт | Отчёт                                                                           |
| ----- | ----- | ------ | ----- | ------------------------------------------------------------------------------- |
|       |       |        |       |                                                                                 |
|       |       |        |       | Судьи: Маркус Брилль Андреас Кох Линейные судьи: Василий Коляда Хенрик Пильблад |
|       |       |        |       |                                                                                 |
|       |       |        |       |                                                                                 |
|       |       |        |       |                                                                                 |
|       |       |        |       |                                                                                 |
|       |       |        |       |                                                                                 |
| 4 мин | Штраф | 10 мин |       |                                                                                 |
|       |       |        |       |                                                                                 |
|       | 38    | Броски | 34    |                                                                                 |

| 2013-04-26 12:00 | Латвия | 2:3 (2:2, 0:0, 0:1) | Словакия | Ледовая арена «Шайба» Зрителей: 253 |

| Отчёт  | Отчёт | Отчёт  | Отчёт | Отчёт                                                                       |
| ------ | ----- | ------ | ----- | --------------------------------------------------------------------------- |
|        |       |        |       |                                                                             |
|        |       |        |       | Судьи: Петер Гебеи Якоб Грумсен Линейные судьи: Василий Коляда Мариуш Смура |
|        |       |        |       |                                                                             |
|        |       |        |       |                                                                             |
|        |       |        |       |                                                                             |
|        |       |        |       |                                                                             |
|        |       |        |       |                                                                             |
| 24 мин | Штраф | 14 мин |       |                                                                             |
|        |       |        |       |                                                                             |
|        | 29    | Броски | 31    |                                                                             |

## Плей-офф
|  | Четвертьфиналы | Четвертьфиналы | Четвертьфиналы | Четвертьфиналы | Четвертьфиналы | Четвертьфиналы | Четвертьфиналы | Четвертьфиналы | Четвертьфиналы | Четвертьфиналы |           |        | Полуфиналы | Полуфиналы | Полуфиналы | Полуфиналы        | Полуфиналы        | Полуфиналы        | Полуфиналы        | Полуфиналы        | Полуфиналы        | Полуфиналы        |                   |                   | Финал             | Финал     | Финал     | Финал     | Финал     | Финал     | Финал     | Финал     | Финал     | Финал |
|  |                |                |                |                |                |                |                |                |                |                |           |        |            |            |            |                   |                   |                   |                   |                   |                   |                   |                   |                   |                   |           |           |           |           |           |           |           |           |       |
|  | A1             | Россия         | Россия         | Россия         | Россия         | Россия         | Россия         | Россия         | Россия         | 8              |           |        |            |            |            |                   |                   |                   |                   |                   |                   |                   |                   |                   |                   |           |           |           |           |           |           |           |           |       |
|  | A1             | Россия         | Россия         | Россия         | Россия         | Россия         | Россия         | Россия         | Россия         | 8              |           |        |            |            |            |                   |                   |                   |                   |                   |                   |                   |                   |                   |                   |           |           |           |           |           |           |           |           |       |
|  | B4             | Германия       | Германия       | Германия       | Германия       | Германия       | Германия       | Германия       | Германия       | 4              |           |        |            |            |            |                   |                   |                   |                   |                   |                   |                   |                   |                   |                   |           |           |           |           |           |           |           |           |       |
|  | B4             | Германия       | Германия       | Германия       | Германия       | Германия       | Германия       | Германия       | Германия       | 4              | WQF1      | Россия | Россия     | Россия     | Россия     | Россия            | Россия            | Россия            | Россия            | 3                 |                   |                   |                   |                   |                   |           |           |           |           |           |           |           |           |       |
|  |                |                |                |                |                |                |                |                |                |                | WQF1      | Россия | Россия     | Россия     | Россия     | Россия            | Россия            | Россия            | Россия            | 3                 |                   |                   |                   |                   |                   |           |           |           |           |           |           |           |           |       |
|  |                |                | WQF2           | США            | США            | США            | США            | США            | США            | США            | США       | 4      |            |            |            |                   |                   |                   |                   |                   |                   |                   |                   |                   |                   |           |           |           |           |           |           |           |           |       |
|  | B2             | Швеция         | Швеция         | Швеция         | Швеция         | Швеция         | Швеция         | Швеция         | Швеция         | США            | США       | 4      | 0          |            |            |                   |                   |                   |                   |                   |                   |                   |                   |                   |                   |           |           |           |           |           |           |           |           |       |
|  | B2             | Швеция         | Швеция         | Швеция         | Швеция         | Швеция         | Швеция         | Швеция         | Швеция         |                |           |        | 0          |            |            |                   |                   |                   |                   |                   |                   |                   |                   |                   |                   |           |           |           |           |           |           |           |           |       |
|  | A3             | США            | США            | США            | США            | США            | США            | США            | США            | 4              |           |        |            |            |            |                   |                   |                   |                   |                   |                   |                   |                   |                   |                   |           |           |           |           |           |           |           |           |       |
|  | A3             | США            | США            | США            | США            | США            | США            | США            | США            | 4              |           |        |            |            |            |                   |                   |                   |                   |                   |                   |                   | WSF1              | США               | США               | США       | США       | США       | США       | США       | США       | 2         |           |       |
|  |                |                |                |                |                |                |                |                |                |                |           |        |            |            |            |                   |                   |                   |                   |                   |                   |                   | WSF1              | США               | США               | США       | США       | США       | США       | США       | США       | 2         |           |       |
|  |                |                | WSF2           | Канада         | Канада         | Канада         | Канада         | Канада         | Канада         | Канада         | Канада    | 3      |            |            |            |                   |                   |                   |                   |                   |                   |                   |                   |                   |                   |           |           |           |           |           |           |           |           |       |
|  | A2             | Финляндия      | Финляндия      | Финляндия      | Финляндия      | Финляндия      | Финляндия      | Финляндия      | Финляндия      | Канада         | Канада    | 3      | 7          |            |            |                   |                   |                   |                   |                   |                   |                   |                   |                   |                   |           |           |           |           |           |           |           |           |       |
|  | A2             | Финляндия      | Финляндия      | Финляндия      | Финляндия      | Финляндия      | Финляндия      | Финляндия      | Финляндия      |                |           |        | 7          |            |            |                   |                   |                   |                   |                   |                   |                   |                   |                   |                   |           |           |           |           |           |           |           |           |       |
|  | B3             | Швейцария      | Швейцария      | Швейцария      | Швейцария      | Швейцария      | Швейцария      | Швейцария      | Швейцария      | 4              |           |        |            |            |            |                   |                   |                   |                   |                   |                   |                   |                   |                   |                   |           |           |           |           |           |           |           |           |       |
|  | B3             | Швейцария      | Швейцария      | Швейцария      | Швейцария      | Швейцария      | Швейцария      | Швейцария      | Швейцария      | 4              | WQF3      | Канада | Канада     | Канада     | Канада     | Канада            | Канада            | Канада            | Канада            | 3                 |                   |                   |                   |                   |                   |           |           |           |           |           |           |           |           |       |
|  |                |                |                |                |                |                |                |                |                |                | WQF3      | Канада | Канада     | Канада     | Канада     | Канада            | Канада            | Канада            | Канада            | 3                 |                   |                   |                   |                   |                   |           |           |           |           |           |           |           |           |       |
|  |                |                | WQF4           | Финляндия      | Финляндия      | Финляндия      | Финляндия      | Финляндия      | Финляндия      | Финляндия      | Финляндия | 1      |            |            |            |                   |                   |                   |                   |                   |                   |                   |                   |                   |                   |           |           |           |           |           |           |           |           |       |
|  | B1             | Канада         | Канада         | Канада         | Канада         | Канада         | Канада         | Канада         | Канада         | Финляндия      | Финляндия | 1      | 6          |            |            | Матч за 3-е место | Матч за 3-е место | Матч за 3-е место | Матч за 3-е место | Матч за 3-е место | Матч за 3-е место | Матч за 3-е место | Матч за 3-е место | Матч за 3-е место | Матч за 3-е место |           |           |           |           |           |           |           |           |       |
|  | B1             | Канада         | Канада         | Канада         | Канада         | Канада         | Канада         | Канада         | Канада         |                |           |        | 6          |            |            | Матч за 3-е место | Матч за 3-е место | Матч за 3-е место | Матч за 3-е место | Матч за 3-е место | Матч за 3-е место | Матч за 3-е место | Матч за 3-е место | Матч за 3-е место | Матч за 3-е место |           |           |           |           |           |           |           |           |       |
|  | A4             | Чехия          | Чехия          | Чехия          | Чехия          | Чехия          | Чехия          | Чехия          | Чехия          | 0              |           |        |            |            |            |                   |                   |                   |                   |                   |                   |                   |                   |                   |                   |           |           |           |           |           |           |           |           |       |
|  | A4             | Чехия          | Чехия          | Чехия          | Чехия          | Чехия          | Чехия          | Чехия          | Чехия          | 0              |           |        |            |            |            |                   |                   |                   |                   |                   |                   |                   |                   |                   |                   |           |           |           |           |           |           |           |           |       |
|  |                |                |                |                |                |                |                |                |                |                |           |        |            |            |            |                   |                   |                   |                   |                   |                   |                   |                   |                   | LSF1              | Россия    | Россия    | Россия    | Россия    | Россия    | Россия    | Россия    | Россия    | 1     |
|  |                |                |                |                |                |                |                |                |                |                |           |        |            |            |            |                   |                   |                   |                   |                   |                   |                   |                   |                   | LSF1              | Россия    | Россия    | Россия    | Россия    | Россия    | Россия    | Россия    | Россия    | 1     |
|  |                |                |                |                |                |                |                |                |                |                |           |        |            |            |            |                   |                   |                   |                   |                   |                   |                   |                   |                   | LSF2              | Финляндия | Финляндия | Финляндия | Финляндия | Финляндия | Финляндия | Финляндия | Финляндия | 2     |
|  |                |                |                |                |                |                |                |                |                |                |           |        |            |            |            |                   |                   |                   |                   |                   |                   |                   |                   |                   | LSF2              | Финляндия | Финляндия | Финляндия | Финляндия | Финляндия | Финляндия | Финляндия | Финляндия | 2     |

### Четвертьфинал
Время местное (UTC+4).
| 2013-04-25 16:00 | Финляндия | 7:4 (1:0, 2:3, 4:1) | Швейцария | Ледовый дворец «Большой» Зрителей: 1014 |

| Отчёт  | Отчёт | Отчёт  | Отчёт | Отчёт                                                                              |
| ------ | ----- | ------ | ----- | ---------------------------------------------------------------------------------- |
|        |       |        |       |                                                                                    |
|        |       |        |       | Судьи: Якоб Грумсен Евгений Ромасько Линейные судьи: Рудольф Тосеновьян Мэтт Трауб |
|        |       |        |       |                                                                                    |
|        |       |        |       |                                                                                    |
|        |       |        |       |                                                                                    |
|        |       |        |       |                                                                                    |
|        |       |        |       |                                                                                    |
| 14 мин | Штраф | 6 мин  |       |                                                                                    |
|        |       |        |       |                                                                                    |
|        | 31    | Броски | 31    |                                                                                    |

| 2013-04-25 16:00 | Швеция | 0:4 (0:2, 0:0, 0:2) | США | Ледовая арена «Шайба» Зрителей: 615 |

| Отчёт  | Отчёт           | Отчёт  | Отчёт | Отчёт                                                                        |
| ------ | --------------- | ------ | ----- | ---------------------------------------------------------------------------- |
|        |                 |        |       |                                                                              |
|        |                 |        |       | Судьи: Рене Градил Стив Пэпп Линейные судьи: Юп Лермакерс Эдуард Метальников |
|        | Голы:           |        |       |                                                                              |
|        | 0:1 0:2 0:3 0:4 |        |       |                                                                              |
|        |                 |        |       |                                                                              |
|        |                 |        |       |                                                                              |
|        |                 |        |       |                                                                              |
| 12 мин | Штраф           | 14 мин |       |                                                                              |
|        |                 |        |       |                                                                              |
|        | 28              | Броски | 42    |                                                                              |

| 2013-04-25 20:00 | Россия | 8:4 (2:1, 4:0, 2:3) | Германия | Ледовый дворец «Большой» Зрителей: 6864 |

| Отчёт | Отчёт                                                         | Отчёт | Отчёт                    | Отчёт                                                                           |
| --- | ------------------------------------------------------------- | --- | ------------------------ | ------------------------------------------------------------------------------- |
| |                                                               | |                          |                                                                                 |
| | Игорь Шестёркин — 00:00-40:00 Никита Серебряков — 40:00-60:00 | Вратари | 00:00-60:00 — Кевин Райх | Судьи: Яри Леппяалхо Роберт Мюлльнер Линейные судьи: Кендзи Косака Мариуш Смура |
| | Голы:                                                         | |                          | Судьи: Яри Леппяалхо Роберт Мюлльнер Линейные судьи: Кендзи Косака Мариуш Смура |
| Валерий Ничушкин (бол.) — 01:42 (П. Бучневич, Н. Демидов) Сергей Толчинский (бол.) — 18:18 (И. Барбашёв, В. Ткачёв) Валерий Ничушкин — 21:47 (П. Бучневич, И. Иванов) Рузаль Галеев — 26:50 (Н. Сетдиков, Н. Шацкий) Андрей Алексеев — 27:43 (Е. Свечников, В. Лещенко) Сергей Толчинский — 31:44 (И. Барбашёв) Рузаль Галеев — 43:24 (Н. Шацкий, Н. Сетдиков) Валерий Ничушкин — 53:39 | 1:0 1:1 2:1 3:1 4:1 5:1 6:1 6:2 6:3 7:3 7:4 8:4               | 08:01 — Тим Бендер (Я. Мёзер, Л. Драйзайтль) 41:21 — Доминик Кахун 42:53 — Андреас Эдер (М. Каммерер) 47:31 — Фабио Вагнер (бол.) (Я. Вальх, П. Туоми) |                          | Судьи: Яри Леппяалхо Роберт Мюлльнер Линейные судьи: Кендзи Косака Мариуш Смура |
| |                                                               | |                          | Судьи: Яри Леппяалхо Роберт Мюлльнер Линейные судьи: Кендзи Косака Мариуш Смура |
| |                                                               | |                          | Судьи: Яри Леппяалхо Роберт Мюлльнер Линейные судьи: Кендзи Косака Мариуш Смура |
| |                                                               | |                          | Судьи: Яри Леппяалхо Роберт Мюлльнер Линейные судьи: Кендзи Косака Мариуш Смура |
| 85 мин | Штраф                                                         | 83 мин |                          | Судьи: Яри Леппяалхо Роберт Мюлльнер Линейные судьи: Кендзи Косака Мариуш Смура |
| |                                                               | |                          |                                                                                 |
| | 44                                                            | Броски | 37                       |                                                                                 |

| 2013-04-25 20:00 | Канада | 6:0 (1:0, 2:0, 3:0) | Чехия | Ледовая арена «Шайба» Зрителей: 898 |

| Отчёт | Отчёт                        | Отчёт   | Отчёт                       | Отчёт                                                                            |
| --- | ---------------------------- | ------- | --------------------------- | -------------------------------------------------------------------------------- |
| |                              |         |                             |                                                                                  |
| | Филипп Дерозье — 00:00-60:00 | Вратари | 00:00-60:00 — Индржих Пацль | Судьи: Игор Дремель Тимоти Майер Линейные судьи: Фрейзер Макинтайр Паси Ниеминен |
| | Голы:                        |         |                             | Судьи: Игор Дремель Тимоти Майер Линейные судьи: Фрейзер Макинтайр Паси Ниеминен |
| Сэм Райнхарт — 19:27 (С. Беннетт, М. Боуи) Коннор Макдэвид — 38:31 (С. Беннетт, Ш. Теодор) Николас Баптист — 38:57 (Ш. Теодор) Коннор Макдэвид (бол.) — 45:45 (Н. Баптист, С. Беннетт) Коннор Макдэвид — 48:31 (С. Райнхарт, М. Климчак) Лоран Дофин — 55:10 (Н. Баптист, С. Морин) | 1:0 2:0 3:0 4:0 5:0 6:0      |         |                             | Судьи: Игор Дремель Тимоти Майер Линейные судьи: Фрейзер Макинтайр Паси Ниеминен |
| |                              |         |                             | Судьи: Игор Дремель Тимоти Майер Линейные судьи: Фрейзер Макинтайр Паси Ниеминен |
| |                              |         |                             | Судьи: Игор Дремель Тимоти Майер Линейные судьи: Фрейзер Макинтайр Паси Ниеминен |
| |                              |         |                             | Судьи: Игор Дремель Тимоти Майер Линейные судьи: Фрейзер Макинтайр Паси Ниеминен |
| 12 мин | Штраф                        | 12 мин  |                             | Судьи: Игор Дремель Тимоти Майер Линейные судьи: Фрейзер Макинтайр Паси Ниеминен |
| |                              |         |                             |                                                                                  |
| | 37                           | Броски  | 19                          |                                                                                  |

### Полуфинал
Время местное (UTC+4).
| 2013-04-26 16:00 | Канада | 3:1 (0:0, 2:0, 1:1) | Финляндия | Ледовый дворец «Большой» Зрителей: 2956 |

| Отчёт | Отчёт                        | Отчёт                                      | Отчёт                                | Отчёт                                                                              |
| --- | ---------------------------- | ------------------------------------------ | ------------------------------------ | ---------------------------------------------------------------------------------- |
| |                              |                                            |                                      |                                                                                    |
| | Филипп Дерозье — 00:00-60:00 | Вратари                                    | 00:00-59:07 — Юусе Сарос 59:22-60:00 | Судьи: Тимоти Майер Евгений Ромасько Линейные судьи: Кендзи Косака Хенрик Пильблад |
| | Голы:                        |                                            |                                      | Судьи: Тимоти Майер Евгений Ромасько Линейные судьи: Кендзи Косака Хенрик Пильблад |
| Морган Климчак — 23:53 (Ф. Готье, С. Райнхарт) Джош Моррисси (бол.) — 24:54 (Ф. Готье, М. Климчак) Сэм Беннетт (п.в.) — 59:22 | 1:0 2:0 2:1 3:1              | 47:13 — Йоосе Антонен (бол.) (А. Лехконен) |                                      | Судьи: Тимоти Майер Евгений Ромасько Линейные судьи: Кендзи Косака Хенрик Пильблад |
| |                              |                                            |                                      | Судьи: Тимоти Майер Евгений Ромасько Линейные судьи: Кендзи Косака Хенрик Пильблад |
| |                              |                                            |                                      | Судьи: Тимоти Майер Евгений Ромасько Линейные судьи: Кендзи Косака Хенрик Пильблад |
| |                              |                                            |                                      | Судьи: Тимоти Майер Евгений Ромасько Линейные судьи: Кендзи Косака Хенрик Пильблад |
| 6 мин | Штраф                        | 12 мин                                     |                                      | Судьи: Тимоти Майер Евгений Ромасько Линейные судьи: Кендзи Косака Хенрик Пильблад |
| |                              |                                            |                                      |                                                                                    |
| | 39                           | Броски                                     | 26                                   |                                                                                    |

| 2013-04-26 20:00 | Россия | 3:4 (Б) (0:1, 2:0, 1:2, 0:0, 0:1) | США | Ледовый дворец «Большой» Зрителей: 6779 |

| Отчёт | Отчёт                         | Отчёт | Отчёт                      | Отчёт                                                                            |
| --- | ----------------------------- | --- | -------------------------- | -------------------------------------------------------------------------------- |
| |                               | |                            |                                                                                  |
| | Игорь Шестёркин — 00:00-70:00 | Вратари | 00:00-70:00 — Тэтчер Демко | Судьи: Тобиас Бьёрк Рене Градил Линейные судьи: Паси Ниеминен Рудольф Тосеновьян |
| | Голы:                         | |                            | Судьи: Тобиас Бьёрк Рене Градил Линейные судьи: Паси Ниеминен Рудольф Тосеновьян |
| Павел Бучневич (бол.) — 25:14 (В. Ничушкин) Валерий Ничушкин — 32:49 (П. Бучневич) Вячеслав Лещенко — 56:41 (И. Барбашёв) | 0:1 :1 2:1 2:2 3:2 3:3 3:4    | 16:09 — Майкл Маккэррон (бол.) 44:04 — Томас Ваннелли (Т. Келлехер, Э. Аллен) 57:55 — Энтони Луис 70:00 — Тайлер Келлехер (поб. бул.) |                            | Судьи: Тобиас Бьёрк Рене Градил Линейные судьи: Паси Ниеминен Рудольф Тосеновьян |
| | Буллиты:                      | |                            | Судьи: Тобиас Бьёрк Рене Градил Линейные судьи: Паси Ниеминен Рудольф Тосеновьян |
| Сергей Толчинский Павел Бучневич                                                                                          |                               | Тайлер Келлехер Энтони Луис Джей Ти Комфер                                                                                            |                            | Судьи: Тобиас Бьёрк Рене Градил Линейные судьи: Паси Ниеминен Рудольф Тосеновьян |
| |                               | |                            | Судьи: Тобиас Бьёрк Рене Градил Линейные судьи: Паси Ниеминен Рудольф Тосеновьян |
| 8 мин | Штраф                         | 10 мин |                            | Судьи: Тобиас Бьёрк Рене Градил Линейные судьи: Паси Ниеминен Рудольф Тосеновьян |
| |                               | |                            |                                                                                  |
| | 29                            | Броски | 58                         |                                                                                  |

### Матч за 3-е место
Время местное (UTC+4).
| 2013-04-28 16:00 | Россия | 1:2 (0:2, 1:0, 0:0) | Финляндия | Ледовый дворец «Большой» Зрителей: 5925 |

| Отчёт                                       | Отчёт                         | Отчёт                                                                                   | Отчёт                    | Отчёт                                                                     |
| ------------------------------------------- | ----------------------------- | --------------------------------------------------------------------------------------- | ------------------------ | ------------------------------------------------------------------------- |
|                                             |                               |                                                                                         |                          |                                                                           |
|                                             | Игорь Шестёркин — 00:00-59:24 | Вратари                                                                                 | 00:00-60:00 — Юусе Сарос | Судьи: Рене Градил Стив Пэпп Линейные судьи: Фрейзер Макинтайр Мэтт Трауб |
|                                             | Голы:                         |                                                                                         |                          | Судьи: Рене Градил Стив Пэпп Линейные судьи: Фрейзер Макинтайр Мэтт Трауб |
| Владимир Ткачёв (бол.) — 30:50 (Р. Рафиков) | 0:1 0:2 1:2                   | 00:34 — Арттури Лехконен (Ю. Хонка, А. Линтуниеми) 09:43 — Каспери Капанен (О. Раухала) |                          | Судьи: Рене Градил Стив Пэпп Линейные судьи: Фрейзер Макинтайр Мэтт Трауб |
|                                             |                               |                                                                                         |                          | Судьи: Рене Градил Стив Пэпп Линейные судьи: Фрейзер Макинтайр Мэтт Трауб |
|                                             |                               |                                                                                         |                          | Судьи: Рене Градил Стив Пэпп Линейные судьи: Фрейзер Макинтайр Мэтт Трауб |
|                                             |                               |                                                                                         |                          | Судьи: Рене Градил Стив Пэпп Линейные судьи: Фрейзер Макинтайр Мэтт Трауб |
| 2 мин                                       | Штраф                         | 6 мин                                                                                   |                          | Судьи: Рене Градил Стив Пэпп Линейные судьи: Фрейзер Макинтайр Мэтт Трауб |
|                                             |                               |                                                                                         |                          |                                                                           |
|                                             | 25                            | Броски                                                                                  | 27                       |                                                                           |

### Финал
Время местное (UTC+4).
| 2013-04-28 20:00 | Канада | 3:2 (1:0, 2:2, 0:0) | США | Ледовый дворец «Большой» Зрителей: 6127 |

| Отчёт | Отчёт                        | Отчёт                                                                    | Отчёт                      | Отчёт                                                                                |
| --- | ---------------------------- | ------------------------------------------------------------------------ | -------------------------- | ------------------------------------------------------------------------------------ |
| |                              |                                                                          |                            |                                                                                      |
| | Филипп Дерозье — 00:00-60:00 | Вратари                                                                  | 00:00-59:15 — Тэтчер Демко | Судьи: Тобиас Бьёрк Евгений Ромасько Линейные судьи: Юп Лермакерс Эдуард Метальников |
| | Голы:                        |                                                                          |                            | Судьи: Тобиас Бьёрк Евгений Ромасько Линейные судьи: Юп Лермакерс Эдуард Метальников |
| Лоран Дофин — 09:29 (Н. Баптист) Мэдисон Боуи — 32:48 (Л. Дофин) Фредерик Готье — 36:26 (Н. Баптист, К. Биграс) | 1:0 1:1 1:2 :2 3:2           | 21:48 — Коннор Клифтон (Х. Фэшинг) 29:42 — Майкл Маккэррон (Т. Келлехер) |                            | Судьи: Тобиас Бьёрк Евгений Ромасько Линейные судьи: Юп Лермакерс Эдуард Метальников |
| |                              |                                                                          |                            | Судьи: Тобиас Бьёрк Евгений Ромасько Линейные судьи: Юп Лермакерс Эдуард Метальников |
| |                              |                                                                          |                            | Судьи: Тобиас Бьёрк Евгений Ромасько Линейные судьи: Юп Лермакерс Эдуард Метальников |
| |                              |                                                                          |                            | Судьи: Тобиас Бьёрк Евгений Ромасько Линейные судьи: Юп Лермакерс Эдуард Метальников |
| 6 мин | Штраф                        | 2 мин                                                                    |                            | Судьи: Тобиас Бьёрк Евгений Ромасько Линейные судьи: Юп Лермакерс Эдуард Метальников |
| |                              |                                                                          |                            |                                                                                      |
| | 12                           | Броски                                                                   | 35                         |                                                                                      |

## Рейтинг и статистика

### Итоговое положение команд
| 1   | Канада    |
| 2   | США       |
| 3   | Финляндия |
| 4.  | Россия    |
| 5.  | Швеция    |
| 6.  | Швейцария |
| 7.  | Чехия     |
| 8.  | Германия  |
| 9.  | Словакия  |
| 10. | Латвия    |

| Чемпион мира по хоккею с шайбой среди юниорских команд 2013 |
| Канада Третий титул                                         |

| Переходит в первый дивизион 2014 |

### Лучшие бомбардиры
| Игрок            | И | Г | П | О  | Штр | +/− |
| ---------------- | - | - | - | -- | --- | --- |
| Коннор Макдэвид  | 7 | 8 | 6 | 14 | 2   | +8  |
| Павел Бучневич   | 7 | 5 | 6 | 11 | 2   | +4  |
| Владимир Ткачёв  | 7 | 5 | 6 | 11 | 2   | +5  |
| Иван Барбашёв    | 7 | 3 | 6 | 9  | 4   | +7  |
| Арттури Лехконен | 7 | 3 | 6 | 9  | 12  | +2  |
| Каспери Капанен  | 7 | 5 | 3 | 8  | 4   | +6  |
| Николас Баптист  | 7 | 3 | 5 | 8  | 4   | +6  |
| Морган Климчак   | 7 | 3 | 5 | 8  | 6   | +4  |

Примечание: И = Количество проведённых игр; Г = Голы; П = Голевые передачи; О = Очки; Штр = Штрафное время; +/− = Плюс-минус
По данным: IIHF.com

### Лучшие вратари
В списке вратари, сыгравшие не менее 40 % от всего игрового времени их сборной.
| Игрок           | ВП     | Бр  | ПШ | КН   | %ОБ   | И"0" |
| --------------- | ------ | --- | -- | ---- | ----- | ---- |
| Филипп Дерозье  | 300:00 | 134 | 4  | 0.80 | 97.01 | 2    |
| Юусе Сарос      | 419:15 | 239 | 13 | 1.86 | 94.56 | 1    |
| Игорь Шестёркин | 344:31 | 205 | 13 | 2.26 | 93.66 | 0    |
| Юнас Юханссон   | 215:42 | 116 | 8  | 2.23 | 93.10 | 1    |
| Давид Околичаны | 196:54 | 113 | 10 | 3.05 | 91.15 | 0    |

Примечание: ВП = Время на площадке; Бр = Броски по воротам; ПШ = Пропущено шайб; КН = Коэффициент надёжности; %ОБ = Процент отражённых бросков; И"0" = «Сухие игры»
По данным: IIHF.com

### Индивидуальные награды
Директорат турнира выбирал лучших игроков в своём амплуа. Журналисты, работавшие на чемпионате мира, называли самого ценного игрока (MVP). Тренерские штабы участвовавших сборных определили по три лучших хоккеиста в каждой команде.

| Самый ценный игрок (MVP) | Самый ценный игрок (MVP) |
| ------------------------ | ------------------------ |
| Коннор Макдэвид          | [ 7 ]                    |

| Лучшие игроки | Лучшие игроки   |
| ------------- | --------------- |
| Вратарь       | Юусе Сарос      |
| Защитник      | Стивен Сантини  |
| Нападающий    | Коннор Макдэвид |

| Лучшие игроки команд по версии тренеров | Лучшие игроки команд по версии тренеров | Лучшие игроки команд по версии тренеров | Лучшие игроки команд по версии тренеров |
| --------------------------------------- | --------------------------------------- | --------------------------------------- | --------------------------------------- |
| Канада                                  | Коннор Макдэвид                         | Филипп Дерозье                          | Джош Моррисси                           |
| Чехия                                   | Ян Штенцел                              | Ондржей Каше                            | Патрик Здрагал                          |
| Финляндия                               | Юусе Сарос                              | Мика Илвонен                            | Арттури Лехконен                        |
| Германия                                | Леон Драйзайтль                         | Доминик Кахун                           | Кевин Райх                              |
| Латвия                                  | Георгс Головков                         | Томс Бернхардс                          | Эдгар Хомяков                           |
| Россия                                  | Игорь Шестёркин                         | Николай Демидов                         | Владимир Ткачёв                         |
| Швейцария                               | Никола Эберхард                         | Мирко Мюллер                            | Лука Хишир                              |
| Словакия                                | Петер Цегларик                          | Давид Шольтес                           | Эрик Чернак                             |
| Швеция                                  | Юнас Юханссон                           | Робин Норелль                           | Антон Карлссон                          |
| США                                     | Джей Ти Комфер                          | Тайлер Мотт                             | Стивен Сантини                          |

## Первый дивизион
Группа A
Турнир в группе A первого дивизиона проходил с 7 по 13 декабря 2013 года в Азиаго, Италия. Занявшая первое место сборная Дании квалифицировалась в ТОП-дивизион. Проигравшая все матчи сборная Словении заняла последнее место и по итогам турнира перешла в группу B первого дивизиона. Датский вратарь Георге Сёренсен в матче против сборной Франции отметился заброшенной шайбой, тем самым повторив достижение Антона Худобина по голам среди вратарей в турнирах под эгидой ИИХФ.
| М | Сборная  | И | В | ВО | ПО | П | ШЗ | ШП | РШ  | О  | Итог                                        |
| - | -------- | - | - | -- | -- | - | -- | -- | --- | -- | ------------------------------------------- |
| 1 | Дания    | 5 | 4 | 1  | 0  | 0 | 22 | 6  | +16 | 14 | Выходит в ТОП-дивизион 2014                 |
| 2 | Норвегия | 5 | 4 | 0  | 0  | 1 | 31 | 15 | +16 | 12 | Остаются в группе A первого дивизиона       |
| 3 | Италия   | 5 | 2 | 0  | 1  | 2 | 11 | 24 | −13 | 7  | Остаются в группе A первого дивизиона       |
| 4 | Беларусь | 5 | 2 | 0  | 1  | 2 | 17 | 15 | +2  | 7  | Остаются в группе A первого дивизиона       |
| 5 | Франция  | 5 | 1 | 1  | 0  | 3 | 14 | 19 | −5  | 5  | Остаются в группе A первого дивизиона       |
| 6 | Словения | 5 | 0 | 0  | 0  | 5 | 8  | 24 | −16 | 0  | Переходит в группу B первого дивизиона 2014 |

Группа B
Турнир в группе B первого дивизиона проходил с 14 по 20 апреля 2013 года в Тыхы, Польша. Занявшая первое место сборная Казахстана квалифицировалась в группу A первого дивизиона. Сборная Республики Корея проиграла все матчи и по итогам турнира перешла в группу A второго дивизиона.
| М | Сборная          | И | В | ВО | ПО | П | ШЗ | ШП | РШ  | О  | Итог                                        |
| - | ---------------- | - | - | -- | -- | - | -- | -- | --- | -- | ------------------------------------------- |
| 1 | Казахстан        | 5 | 5 | 0  | 0  | 0 | 34 | 11 | +23 | 15 | Выходит в группу A первого дивизиона 2014   |
| 2 | Япония           | 5 | 3 | 0  | 0  | 2 | 23 | 18 | +5  | 9  | Остаются в группе B первого дивизиона       |
| 3 | Австрия          | 5 | 3 | 0  | 0  | 2 | 21 | 18 | +3  | 9  | Остаются в группе B первого дивизиона       |
| 4 | Польша           | 5 | 3 | 0  | 0  | 2 | 18 | 21 | −3  | 9  | Остаются в группе B первого дивизиона       |
| 5 | Украина          | 5 | 1 | 0  | 0  | 4 | 17 | 24 | −7  | 3  | Остаются в группе B первого дивизиона       |
| 6 | Республика Корея | 5 | 0 | 0  | 0  | 5 | 8  | 29 | −21 | 0  | Переходит в группу A второго дивизиона 2014 |

## Второй дивизион
Группа A
Турнир в группе A второго дивизиона проходил с 31 марта по 6 апреля 2013 года в Таллине, Эстония. Занявшая первое место сборная Венгрии квалифицировалась в группу B первого дивизиона. Проигравшая во всех матчах сборная Эстонии заняла последнее место и по итогам турнира перешла в группу B второго дивизиона.
| М | Сборная        | И | В | ВО | ПО | П | ШЗ | ШП | РШ  | О  | Итог                                        |
| - | -------------- | - | - | -- | -- | - | -- | -- | --- | -- | ------------------------------------------- |
| 1 | Венгрия        | 5 | 4 | 1  | 0  | 0 | 23 | 9  | +14 | 14 | Выходит в группу B первого дивизиона 2014   |
| 2 | Хорватия       | 5 | 2 | 1  | 1  | 1 | 18 | 12 | +6  | 9  | Остаются в группе A второго дивизиона       |
| 3 | Румыния        | 5 | 2 | 0  | 3  | 0 | 13 | 13 | 0   | 9  | Остаются в группе A второго дивизиона       |
| 4 | Великобритания | 5 | 2 | 1  | 0  | 2 | 17 | 17 | 0   | 8  | Остаются в группе A второго дивизиона       |
| 5 | Литва          | 5 | 0 | 2  | 0  | 3 | 17 | 19 | −2  | 4  | Остаются в группе A второго дивизиона       |
| 6 | Эстония        | 5 | 0 | 0  | 1  | 4 | 13 | 31 | −18 | 1  | Переходит в группу B второго дивизиона 2014 |

Группа B
Турнир в группе B второго дивизиона проходил с 9 по 15 марта 2013 года в Белграде, Сербия. Занявшая первое место сборная Нидерландов квалифицировалась в группу A первого дивизиона. Сборная Австралии проиграла все матчи и по итогам турнира перешла в группу A третьего дивизиона.
| М | Сборная    | И | В | ВО | ПО | П | ШЗ | ШП | РШ  | О  | Итог                                         |
| - | ---------- | - | - | -- | -- | - | -- | -- | --- | -- | -------------------------------------------- |
| 1 | Нидерланды | 5 | 5 | 0  | 0  | 0 | 26 | 9  | +17 | 15 | Выходит в группу A второго дивизиона 2014    |
| 2 | Испания    | 5 | 4 | 0  | 0  | 1 | 22 | 10 | +12 | 12 | Остаются в группе B второго дивизиона        |
| 3 | Сербия     | 5 | 3 | 0  | 0  | 2 | 18 | 8  | +10 | 9  | Остаются в группе B второго дивизиона        |
| 4 | Бельгия    | 5 | 2 | 0  | 0  | 3 | 15 | 14 | +1  | 6  | Остаются в группе B второго дивизиона        |
| 5 | Исландия   | 5 | 1 | 0  | 0  | 4 | 8  | 20 | −12 | 3  | Остаются в группе B второго дивизиона        |
| 6 | Австралия  | 5 | 0 | 0  | 0  | 0 | 3  | 31 | −28 | 0  | Переходит в группу A третьего дивизиона 2014 |

## Третий дивизион
Группа A
Турнир в группе A третьего дивизиона проходил с 11 по 16 марта 2013 года на Тайбэе, Тайвань. Занявшая первое место сборная Китая квалифицировалась в группу B второго дивизиона.
| М | Сборная        | И | В | ВО | ПО | П | ШЗ | ШП | РШ  | О  | Итог                                      |
| - | -------------- | - | - | -- | -- | - | -- | -- | --- | -- | ----------------------------------------- |
| 1 | Китай          | 4 | 4 | 0  | 0  | 0 | 34 | 3  | +31 | 12 | Выходит в группу B второго дивизиона 2014 |
| 2 | Новая Зеландия | 4 | 3 | 0  | 0  | 1 | 20 | 12 | +8  | 9  | Остаются в группе A третьего дивизиона    |
| 3 | Тайвань        | 4 | 2 | 0  | 0  | 2 | 16 | 19 | −3  | 6  | Остаются в группе A третьего дивизиона    |
| 4 | Болгария       | 4 | 1 | 0  | 0  | 3 | 8  | 32 | −24 | 3  | Остаются в группе A третьего дивизиона    |
| 5 | Мексика        | 4 | 0 | 0  | 0  | 4 | 3  | 15 | −12 | 0  | Остаются в группе A третьего дивизиона    |

Группа B
Турнир в группе B третьего дивизиона проходил с 7 по 10 февраля 2013 года в Измите, Турция. Занявшая первое место сборная Израиля квалифицировалась в группу A третьего дивизиона.
| М | Сборная  | И | В | ВО | ПО | П | ШЗ | ШП | РШ  | О | Итог                                   |
| - | -------- | - | - | -- | -- | - | -- | -- | --- | - | -------------------------------------- |
| 1 | Израиль  | 3 | 3 | 0  | 0  | 0 | 25 | 4  | +21 | 9 | Выходит в группу A третьего дивизиона  |
| 2 | ЮАР      | 3 | 2 | 0  | 0  | 1 | 14 | 7  | +7  | 6 | Остаются в группе B третьего дивизиона |
| 3 | Турция   | 3 | 1 | 0  | 0  | 2 | 13 | 13 | 0   | 3 | Остаются в группе B третьего дивизиона |
| 4 | Ирландия | 3 | 0 | 0  | 0  | 3 | 6  | 34 | −28 | 0 | Остаются в группе B третьего дивизиона |